# Samuel Galindo
Samuel Galindo Suheiro (Santa Cruz de la Sierra, 18 de abril de 1992) es un futbolista boliviano que juega como centrocampista en Gualberto Villarroel de la Primera División de Bolivia.

## Clubes
| Club                   | País       | Año               |
| ---------------------- | ---------- | ----------------- |
| Real América           | Bolivia    | 2007 - 2008       |
| Arsenal                | Inglaterra | 2008 - 2010       |
| UD Salamanca           | España     | 2010 - 2011       |
| Gimnàstic de Tarragona | España     | 2011 - 2012       |
| CD Lugo                | España     | 2012              |
| Wilstermann            | Bolivia    | 2013              |
| Oriente Petrolero      | Bolivia    | 2014 - 2015       |
| Petrolero              | Bolivia    | 2015 - 2016       |
| Sport Boys Warnes      | Bolivia    | 2016 - 2017       |
| The Strongest          | Bolivia    | 2017              |
| San José               | Bolivia    | 2018              |
| Always Ready           | Bolivia    | 2018 - 2021       |
| Real Tomayapo          | Bolivia    | 2022              |
| Always Ready           | Bolivia    | 2022              |
| Real Tomayapo          | Bolivia    | 2023              |
| Nacional Potosí        | Bolivia    | 2024              |
| Gualberto Villarroel   | Bolivia    | 2025 - Actualidad |

## Selección nacional
Fue internacional en las categorías inferiores sub-17 y sub-19, siendo capitán de ambas selecciones, y siendo el jugador más destacado.
Debutó con la selección absoluta el 25 de febrero de 2010, jugando contra México, partido amistoso que terminó con goleada en contra, 5 a 0.

### Participaciones en Sudamericanos
| Competición                            | Sede      | Resultado    | Part. | Goles |
| -------------------------------------- | --------- | ------------ | ----- | ----- |
| Campeonato Sudamericano Sub-20 de 2009 | Venezuela | Primera fase | 4     | 0     |

### Participaciones en Eliminatorias al Mundial
| Eliminatorias                 | Resultado | Partidos | Goles |
| ----------------------------- | --------- | -------- | ----- |
| Eliminatorias Mundial de 2018 | 9º lugar  | 2        | 0     |

### Participaciones en Copas Américas
| Copa              | Sede   | Resultado      | Partidos | Goles |
| ----------------- | ------ | -------------- | -------- | ----- |
| Copa América 2019 | Brasil | Fase de grupos | 0        | 0     |

## Palmarés

### Campeonatos nacionales
| Título             | Club         | País    | Año           |
| ------------------ | ------------ | ------- | ------------- |
| Copa Simón Bolívar | Always Ready | Bolivia | 2018          |
| Primera División   | Always Ready | Bolivia | Apertura 2020 |